# Forrest Tucker
Forrest Tucker, född 12 februari 1919 i Plainfield, Indiana, död 25 oktober 1986 i Los Angeles, Kalifornien, var en amerikansk skådespelare. Tucker har en stjärna på Hollywood Walk of Fame.

## Filmografi i urval
- 1942 – Den heliga lågan
- 1949 – Hellfire
- 1950 – Nationens hjältar
- 1958 – Min fantastiska tant
- 1975 – The Ghost Busters (TV-serie)
- 1975 – Lilla huset på prärien (TV-serie)